# Karen Schimper
Karen Schimper (26 mei 1967) is een tennisspeelster uit Zuid-Afrika.
In 1987 speelde zij als kwalificante haar eerste grandslampartij op Roland Garros, waar zij meteen de vierde ronde bereikte.